# William-Pierre Grant
Pour les articles homonymes, voir Grant.
William-Pierre Grant, né le 3 juin 1872 à Saint-François-Xavier-de-Chicoutimi et mort le 25 août 1943 à Batiscan, est un homme politique québécois.

## Biographie

### Expérience politique
William-Pierre Grant est élu député de Champlain en 1925 sous la bannière libérale. Il est réélu en 1927 et en 1931. Il ne s'est pas représenté en 1935.